# Буття (ансамбль)
«Буття» — український фольклорний гурт традиційної музики з Києва. Керівник — Оксана Бут.
Учасники колективу виступають як інструменталісти, співаки, танцюристи, майстри, організатори дійств. Колективом випущено більше десятка компакт-дисків.

## Репертуар
В репертуарі — автентичний фольклор:
- троїста музика (дві скрипки, бас, цимбали, сопілка, бандура, зозулиця, окарина, бухало, бубен, ріг);
- акапельний багатоголосий спів (чоловіча і жіноча група);
- танці, танки, ігри, забави;
- обряди різдвяно-новорічні, великодні, купальські, весільні тощо;
- майстер-класи: танцю, співу, гри на інструментах, плетіння віночків, вив'язування хусток, обрядового печива (караваї, дивні, шишки, жайворонки, покровки, миколайчики тощо), ткацтво (крайок, шнурів тощо), бісероплетіння, виготовлення ляльок-мотанок, плетіння Дідуха тощо;
- театр тіней.

## Участь у фестивалях, нагороди
Гурт Буття відомий в Україні та за її межами, учасник практично всіх чільних фестивалів в Україні: Країна Мрій, Шешори, Трипільське Коло, Етноеволюція, Рожаниця, Ростоки, Тайстра-чугайстра, Покрова, Орелі, Родовід, Світовид, Київська Русь, Поліське весілля, Купальський вінок, Парк Київська Русь, Кобзарська трійця, Козацька ліра, Козацькі звитяги, Перунів полк, Жнива-Весілля, Жнива-Толока; учасник закордонних фестивалів: Skamba Skamba Kankliai (Литва), Viljandi (Естонія), Mykolajki Folkowe, Українська Маланка, Literacko-Muzyczne Konfrontacje (Польща), Етноград, Томський етнофорум (Росія).
На ХІІ Всеукраїнському фестивалі «Червона рута — 2011» став Лауреатом І премії в жанрі українського автентичного фольклору за напрямком гуртова інструментальна музика.
Нагороджений дипломами, грамотами, подяками в тому числі Дипломом Міністерства культури за участь у міжнародній програмі «Мистецький олімп», Дипломом учасника проекту «Обличчя України. Імена. Портрети, Долі», Дипломом Верховної Ради України за значний внесок у розвиток культури, Дипломом Національної Академії наук України за участь у проекті «Золотий фонд нації». До 15-річного ювілею гурт нагороджено Дипломом та медаллю «За високий професіоналізм».

## Історія
Київський гурт традиційної музики «Буття» створено у 2000 році. Основою складу є сім'я Бутів. Колектив виконує інструментальну музику, пісні із супроводом і без нього. Репертуар включає традиційні весільні награвання, супровід до танців, ліричні пісні, жартівливі пісні, балади, чумацькі, солдатські і рекрутські пісні, а також колядки й щедрівки. Метою гурту є досліджувати й зберігати традиційну музику українців. Учасники з 1997 року їздять по теренам України, збираючи репертуар у фольклорних експедиціях. Твори виконуються в тому звучанні, що записані. «Мислити як народні музики» — провідне гасло учасників гурту.

## Склад ансамблю

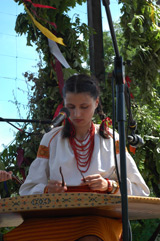
Оксана

### Оксана Бут (спів,цимбали,бубон)
Грає і співає від початку створення гурту. Брала участь у чисельних фольклорних експедиціях, де записувала і фільмувала фольклор, зокрема танці, має кілька авторських фільмів, з 2009 року неодноразовий інструктор культурологічної програми в Польщі «Warsztaty śpiewu białego PEŁNYM GŁOSEM» (Fundacja OVO). Оскільки Оксана — професійний звукорежисер (КНУ театру, кіно і телебачення ім. І. К. Карпенка-Карого), більшість аудіодисків «Буття» записані та зведені нею. 

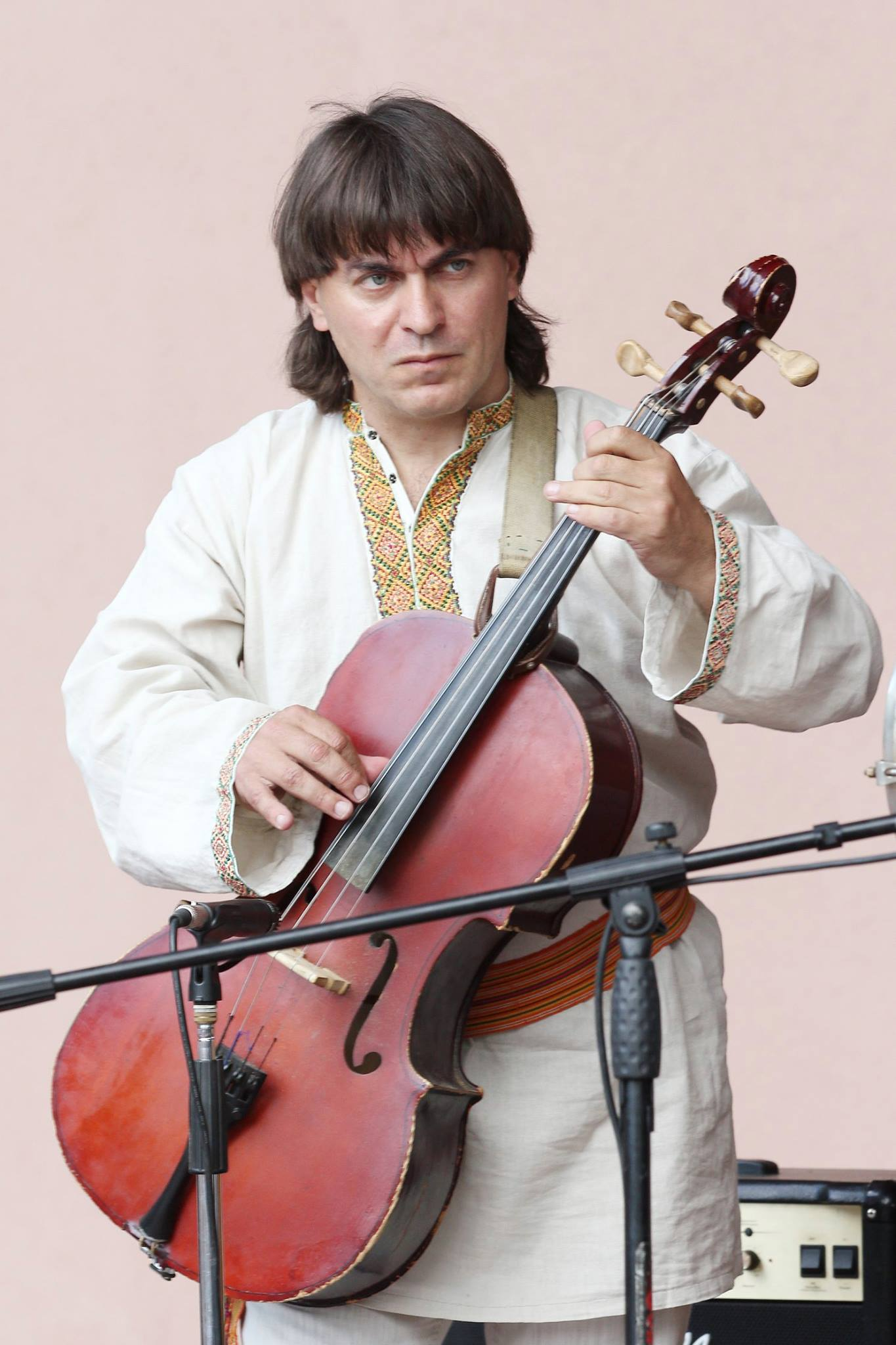
Василь

Оксана самостійно освоїла гру на бубні. Грати на цимбалах вчилась переважно за записами, але традиційний стрій і манеру виконання перейняла від Ю.М.Самокіщука з  с. Космач (Гуцульщина) у рамках «Школи традиційного мистецтва» ім. В. Могура, що проводилась восени 2005-2007 року  Всеукраїнською асоціацією молодих дослідників фольклору (ВАМДФ). 

### Василь Лютий(спів,басоля,бандура)
Мультиінструменталіст, фольк- та рок-музикант, композитор, автор близько 400 музичних творів. З 2014 року постійний учасник рок-гурту «Рутенія». В гурті «Буття» з 2017 року. Безмежно закоханий в творчість карпатських руснаків: пісні, мовні діялекти, інструментарій тощо. Досліджує русинсько-литвинські культурні зв'язки, Січові звичаї.

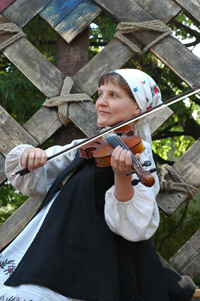
Іра

### Ірина Сосницька (спів, скрипка)
Закінчила в 1993 р. київську ДМШ № 15 із класу скрипки.
Відвідувала Школу традиційних танців, де Олег й Оксана Бут вчили молодь українським народним танцям і грали. Почала грати в ансамблі «Буття» у 2005 році.

## Дискографія
«Розкопаю я гору» (2001),  «Поклонімося» (2002), «Ой весілля весіллячко» (2003)  «Мелодії душ» (2004), «Життя Буття» (2005), «Танці Буття» (2006) «Коло Буття» (2007), «Українські побутові танці» (2007), «Ми йдемо за Україну» (2008), «Українське весілля» (2008), «Великий Хутір» (2010), «На вулиці скрипка грає» (2010), «10 років Буття» (2012), «Запрошення до танцю» (2012).
Записи здійснені на приватній студії Бутів. Обладнання студії здійснено на кошти ансамблю. Дизайн обкладинок створено Олегом Бутом у співробітництві із художником Жоржем Шаною. У оформленні обкладинок застосовується ручне розмальовування акварельними фарбами. До запису кожного з дисків був причетний різний склад виконавців, незмінними залишалися Бути: Олег, Оксана, Василь.

### «Да й розкопаю я гору»
2001, ліричні пісні
У цьому аудіоальбомі представлені три багаті на пісенний фольклор регіони України: Полісся (Рівненське, Чернігівське, Житомирське), Поділля (Хмельниччина), Подніпров'я (Черкащина та Полтавщина). Двох (Полісся та Поділля) та трьохголосні (Полтавщина) пісні записані переважно чоловічим складом. Вражає багатоголосна поліфонія полтавських пісень, наприклад «Ой там із-за гори да й вітер повіває» (18 трек), кожна із яких безперечно є міні-шедеврами пісенної творчості українців. Такі пісні досить часто співалися за столом, де не зле було інколи й чарку перехилити «Горілочку п'ю, п'ю» (4 трек). На дискові записано короткометражний фільм у форматі mpeg-1 Оксани Бут про батька Василя Бута, де, зокрема, показано процес плетіння дідуха.

### «Поклонімося»
2002, колядки й щедрівки
Цей диск присвячений архаїчним язичницьким колядкам й щедрівкам. Зима. Сніг. Мороз. Колядники стукають у двері, тричі питають: «Чи дозволите заколядувати?», й після третьої ствердної відповіді хазяїна починають співати… «Святий вечір добрий вечір усім людям на здоров'я» (4 трек). Хазяїн запрошує до хати, шукає коляду, а тим часом колядники побачили незнайомого їм дядька, та й співають: «Ой в дядька в дядька воли рогаті» (21 трек). А от і вже й хазяйка вийшла разом з хазяїном та колядою — треба заколядувати їм щось одразу на двох. «Святий вечір добрий вечір, пане-господарю» (19 трек) — «Вечір добрий — виносьте пиріг довгий!», — «Не кусайте, не ламайте, а ціленького давайте!», — «Без рук, без ніг, та й упав у сніг!» — кричать колядники, беруть коляду та йдуть до наступної хати, бо багацько ще сьогодні обійти треба…

### «Ой весілля, весіллячко»
2003, весільна троїста музика
Диск представляє «троїсту музику» Бойківщини, Буковини, Тернопільщини, Волині, Рівненщини, Вінниччини й Черкащини. Бурхливого розвитку музика весільних сільських гуртів набула завдяки використанню скрипки, що відома в Україні з кінця XVI ст. Без неї не обходиться жодне свято, весілля чи вечорниці. Вона використовується як сольний і акомпануючий інструмент в традиційному польському ансамблі двох скрипок й ударних, як у «Польці із Городища» (14 трек). В інструментальних капелах Бойківщини обов'язковою є басоля, що зовні нагадує віолончель. Грають на ній смиком (коротким саморобним смичком) по непритисненим струнам. Під такий бурдонний акомпанемент звучить, наприклад «Коломийка» (4 трек). Ніяке весілля не обходилося без обряду дарування молодим. На Черкащині під час цього обряду виконували таке награвання «Випий, свашечко, випий» (29 трек).

### «Мелодії душ»
2004, покличні пісні
Услухайся — в словах і ритмах цих неначе поклик душ, в Україні сущих. Якщо ти наділений ще й даром уяви, — тобі відкриються: круті яри історії; часом ані на що не схоже минуле життя людей, їх піт і кров, пролиті у двобоях, їх сльози й радість; задуманість мужів і матерів благання, відвага мандрівних, дівчат кохання, хто в любові вірний; і туга нації, що досі прагне волі… скрізь — поклик, поклик, поклик… (В. Г. Данилейко) На цьому дискові знайдемо пісні, що піднімають український дух. Це може бути дух Карпат «Гори наші» (9 трек) або весь простір українських земель «Од Сяну до Дону» (4 трек). Заспівані потужним чоловічим гуртом Бутів та Данилейків, цей спів проймає до кісток і кличе, кличе, кличе…

### «Життя Буття»
2005, інструментальна музика та спів з різних регіонів України, весільні награвання, строкові, ліричні та жартівливі пісні, щедрівки
Цей диск містить сільську інструментальну музику із різних куточків України. На Полтавщині побутував склад із двох скрипок, баса й бубна. Друга скрипка й бас грали так звану «повторку», тобто ритмічно-мелодичний супровід. «Полька-горка» (7 трек) Це, і деякі інші награвання відновлено з гри всіх ансамблевих партій Петром Яковичем Плескачем (сільський музика з с. Веселівка Диканського району Полтавської області). На Закарпатті зафіксовано склад із скрипки, цимбал, великого барабану з тарілкою та сопілки й джангори (чотириструнної безладової гітари). Скрипки й сопілка виконували мелодію, а цимбали разом з барабаном і джангорою утворювали ритмічний акомпанемент, скажімо як у «Ардіялинці». До 1939 р. на гуцульське весілля запрошували скрипаля і цимбаліста. Згодом до них приєднались фрілкар (виконавець на фрілці — безсвистковій сопілці) та бубніст. Скрипка, фрілка і цимбали виконували мелодію, що заповнювала весь звуковий простір, наприклад у «Гуцулці» (9 трек).

### «Танці Буття»
2006 супровід до танців з Волині, Вінниччини та Центральної України
Тисячоліттями український танець є ритуалом і бойовим мистецтвом, спілкуванням і фізичною культурою, своєрідним етикетом, способом знайомства хлопця й дівчини… Ми впевнені, що магічний вплив українського танцю як на його учасників, так і на глядачів вкрай позитивний і необхідний для всіх. Схід і Центральна Україна, танці яких репрезентовано на аудіоальбомі вражають розмаїттям танцювальних фігур та форм. Серед парних танців — швидкі дводольні: «Полька моторна» (22 трек), Кокєтка, Орлиця, Козачок; дводольні в помірному темпі: Ойра «Київська» (2 доріжка), Ой не світи місяцю, Коробочка, Картопля, Во саду лі в огороді, Карапет, Краков'як; із активним використанням фігури «розкручування»: Страданія, На річеньку, «Молодичка» (21 доріжка); тридольні: «Баламут» (5 доріжка), Падеспань, Оберек. Деякі танці складніші, на Гречаники хлопець запрошує двох дівчат, а «крила» Млина утворюють руки чотирьох танцюючих. Одиночні танці: Гопак, Циганочка виконуються по колу, де кожен виявляє свою індивідуальність, фізичну силу і привабливість.

## Галерея зображень
- Майстер-клас з народного танцю, організований учасники ансамблів «Буття» та «Школи традиційного танцю» на фестивалі етнічної музики та ленд-арту у с. Шешори, на Гуцульщині (2005) і на фестивалі «Країна мрій» (2006)

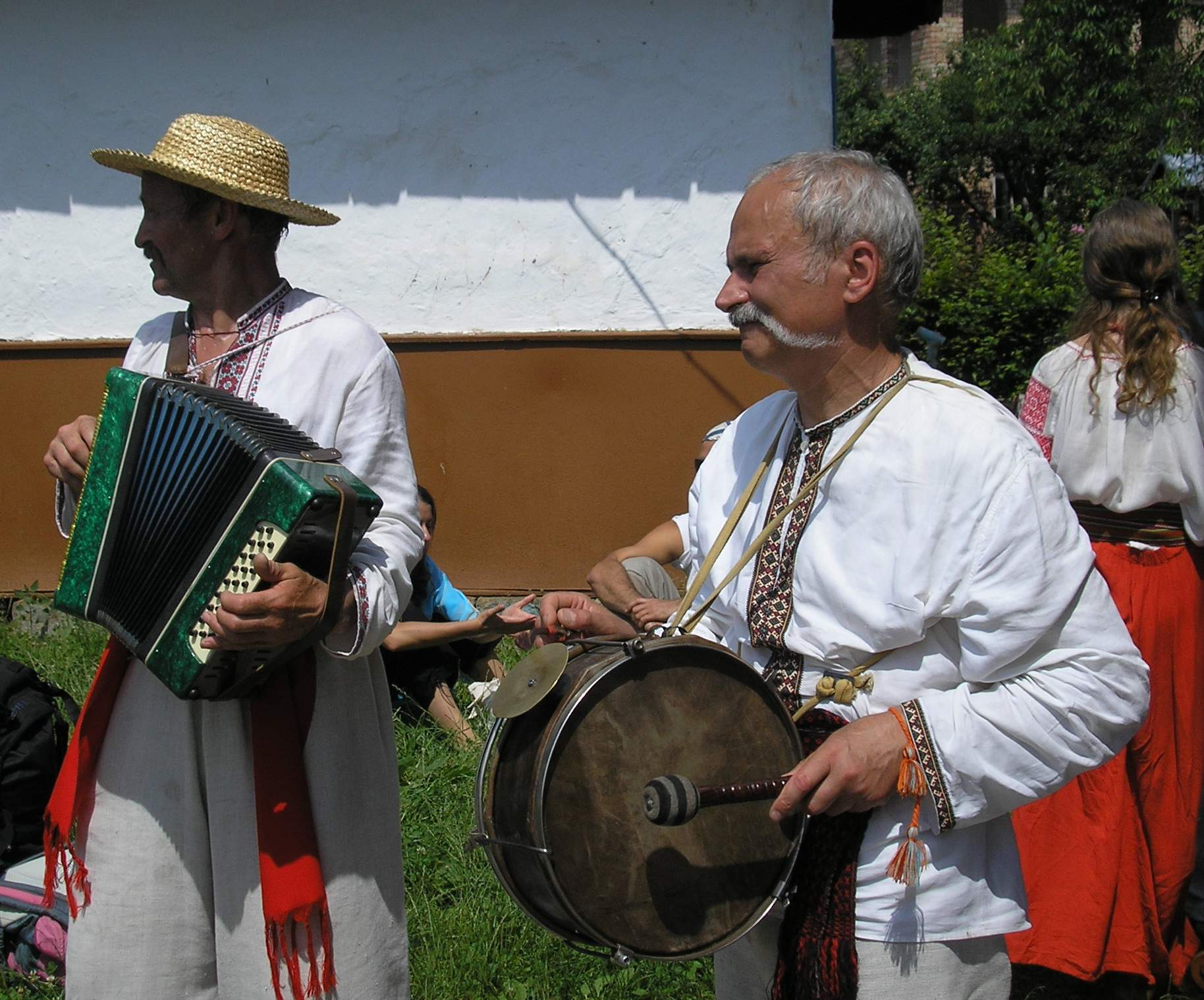
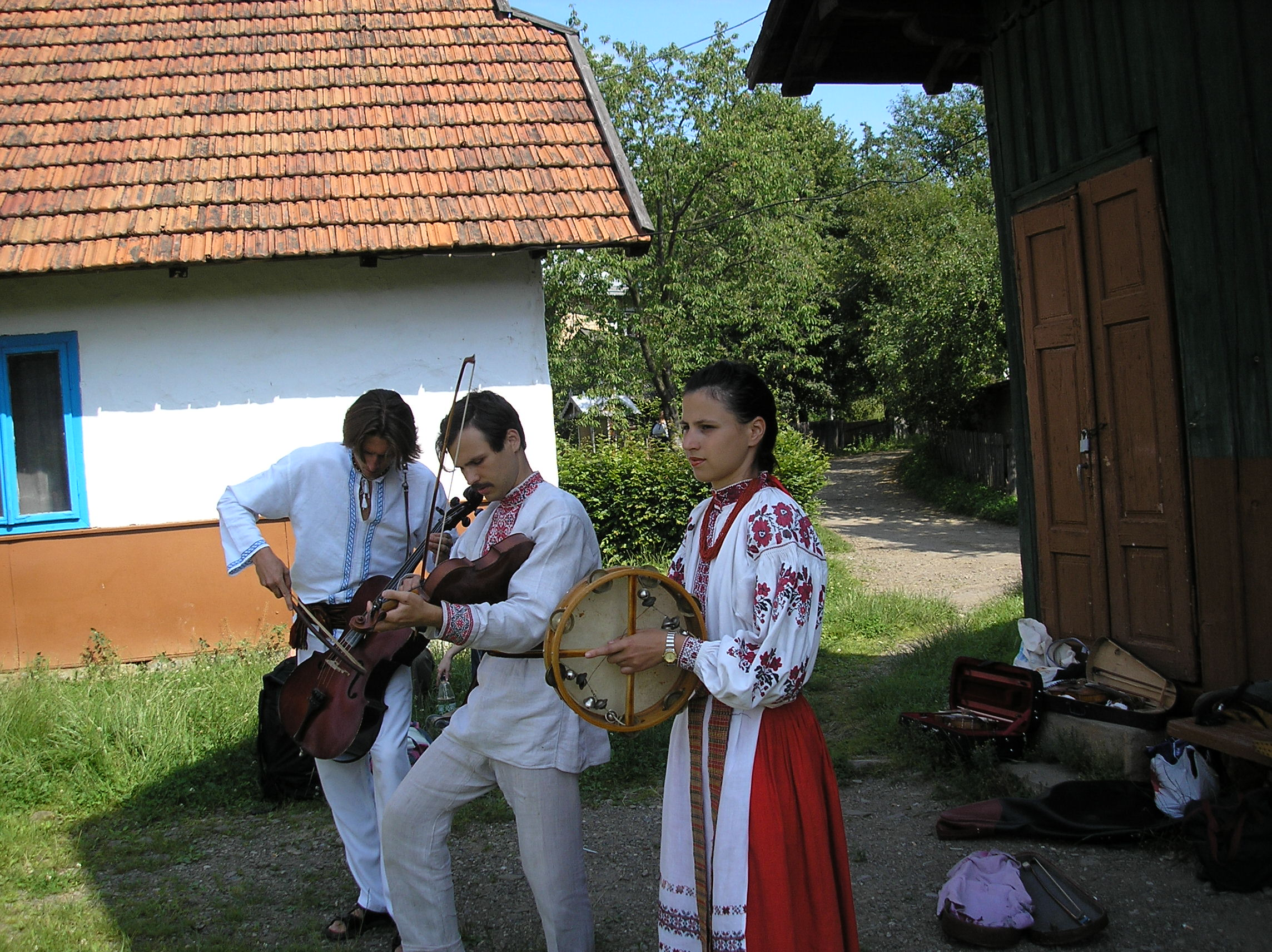
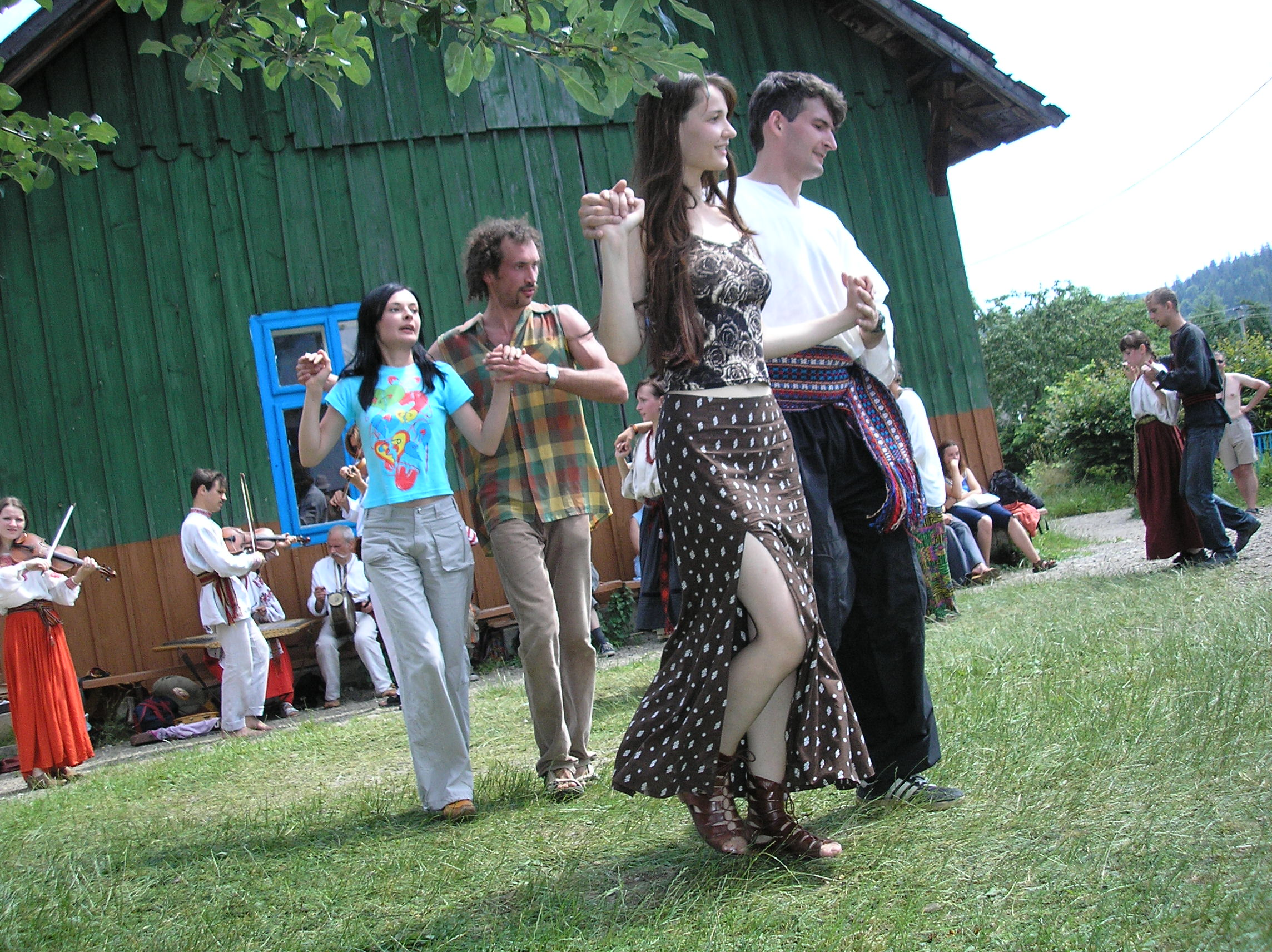
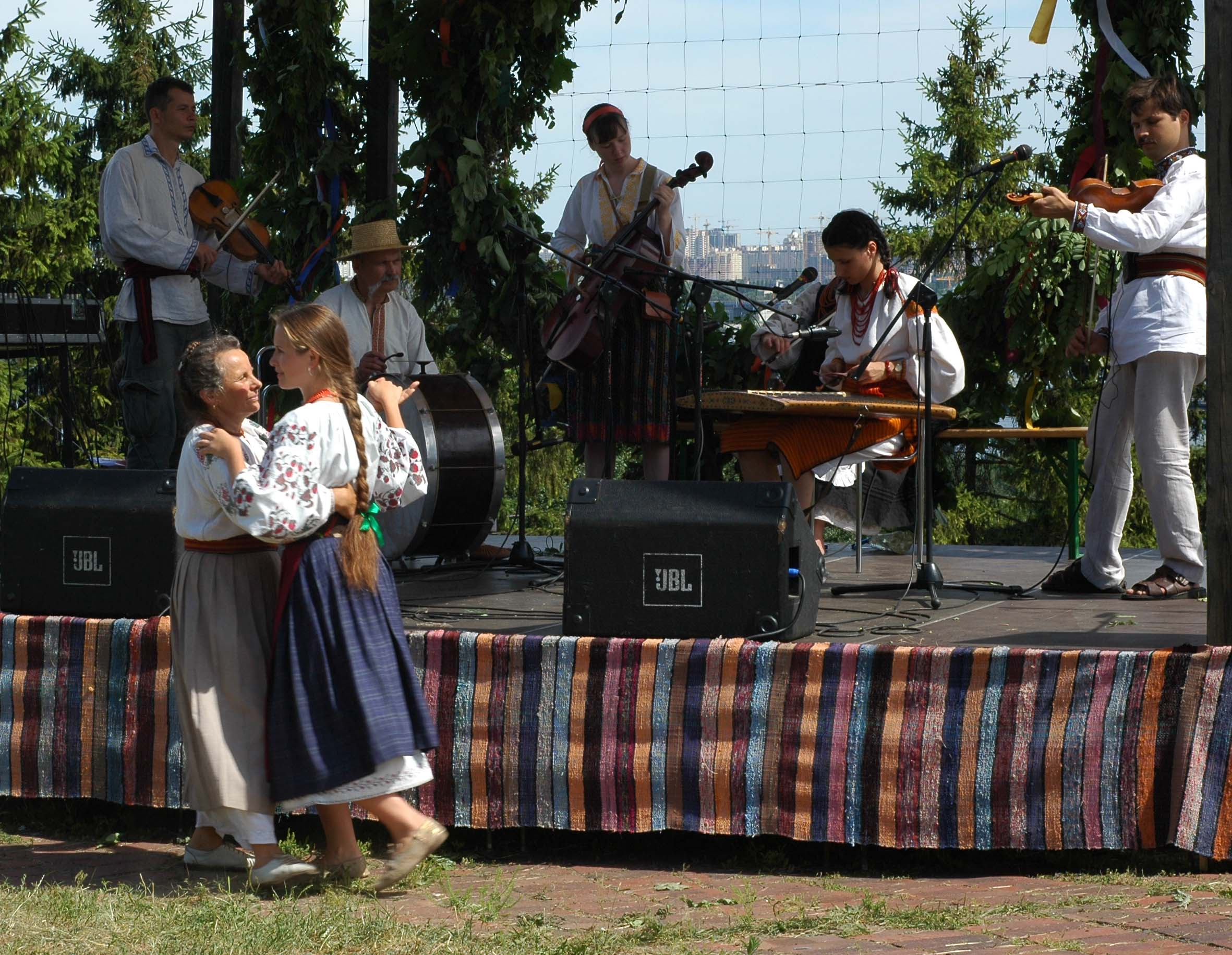
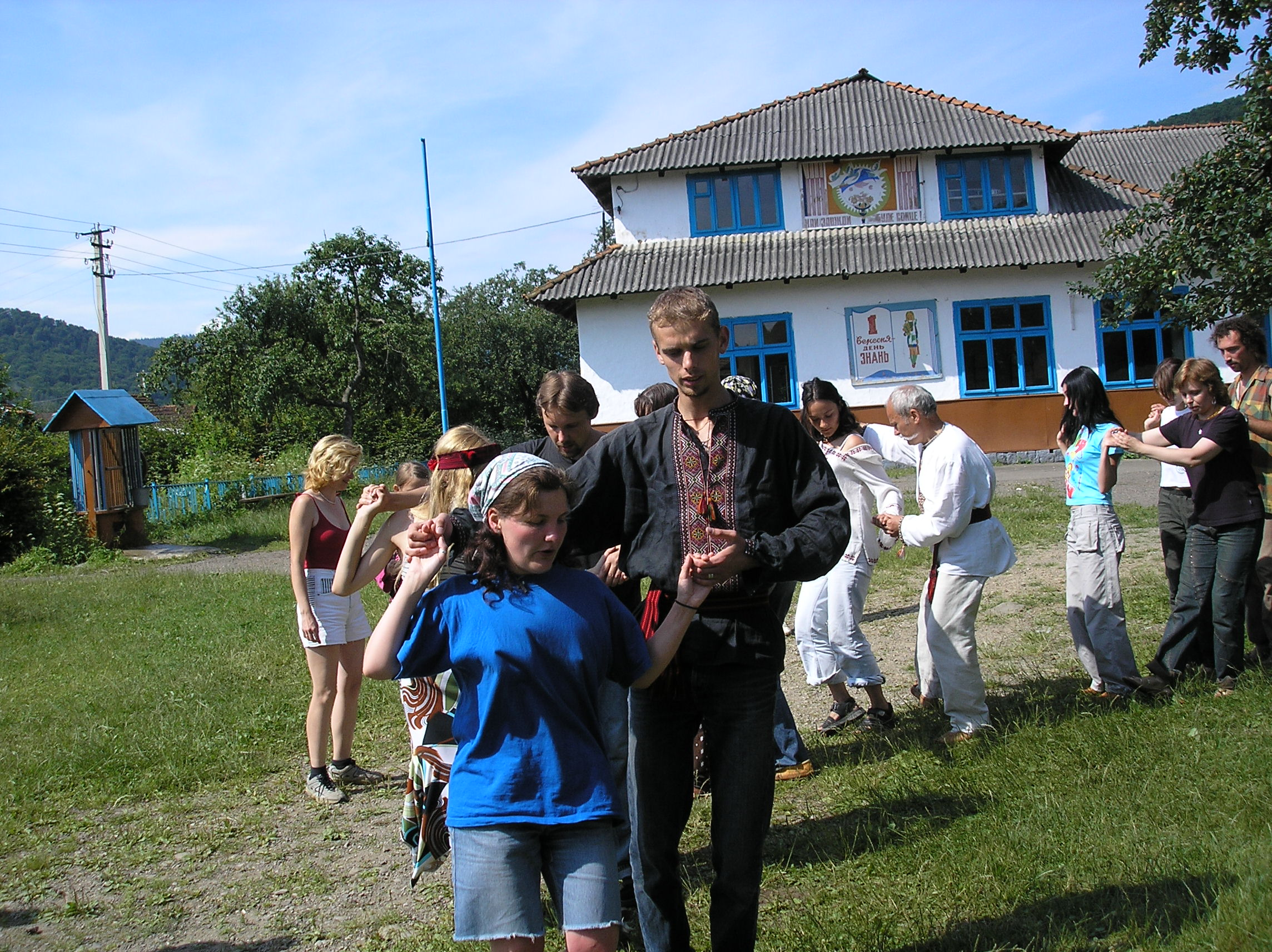
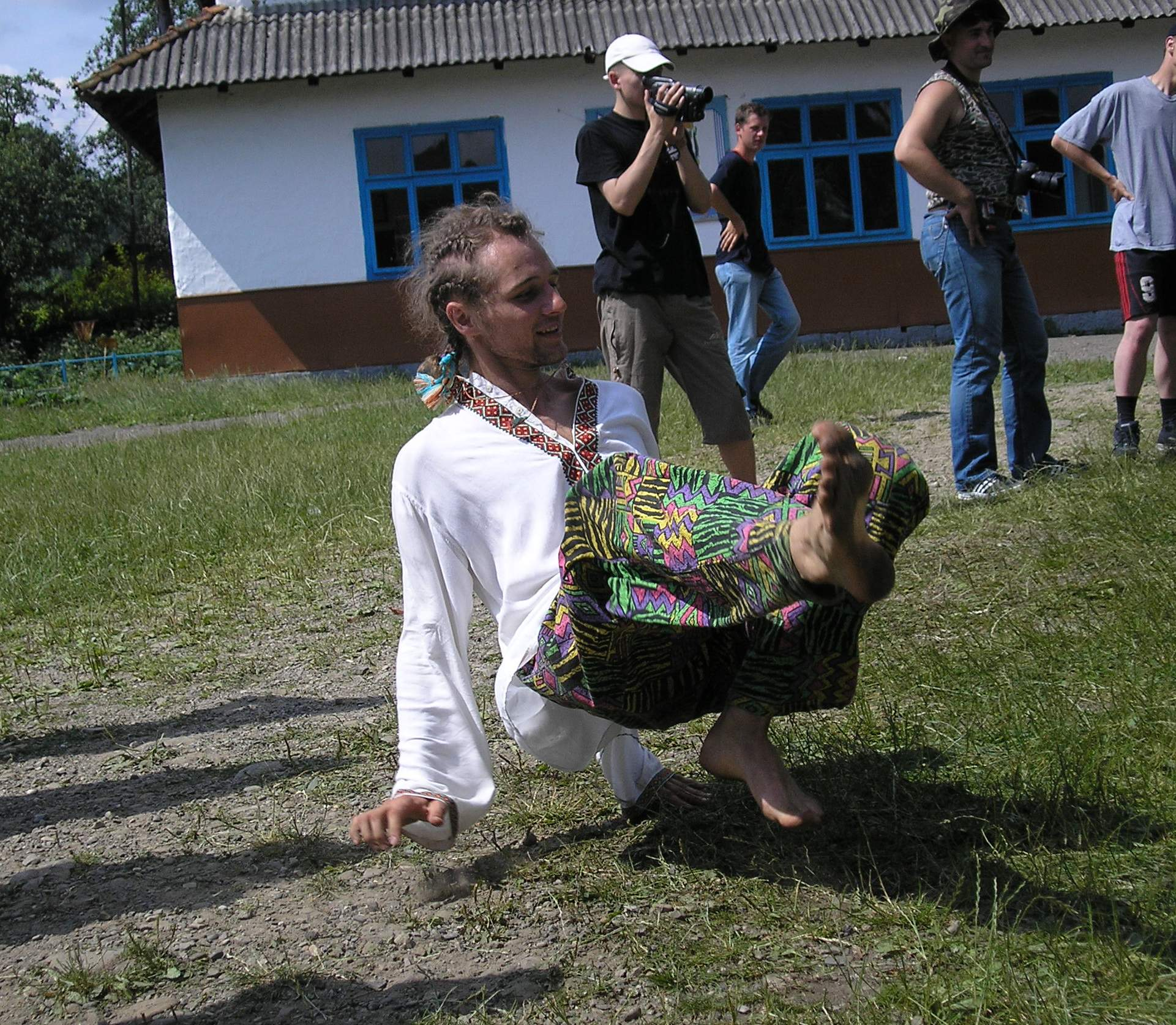
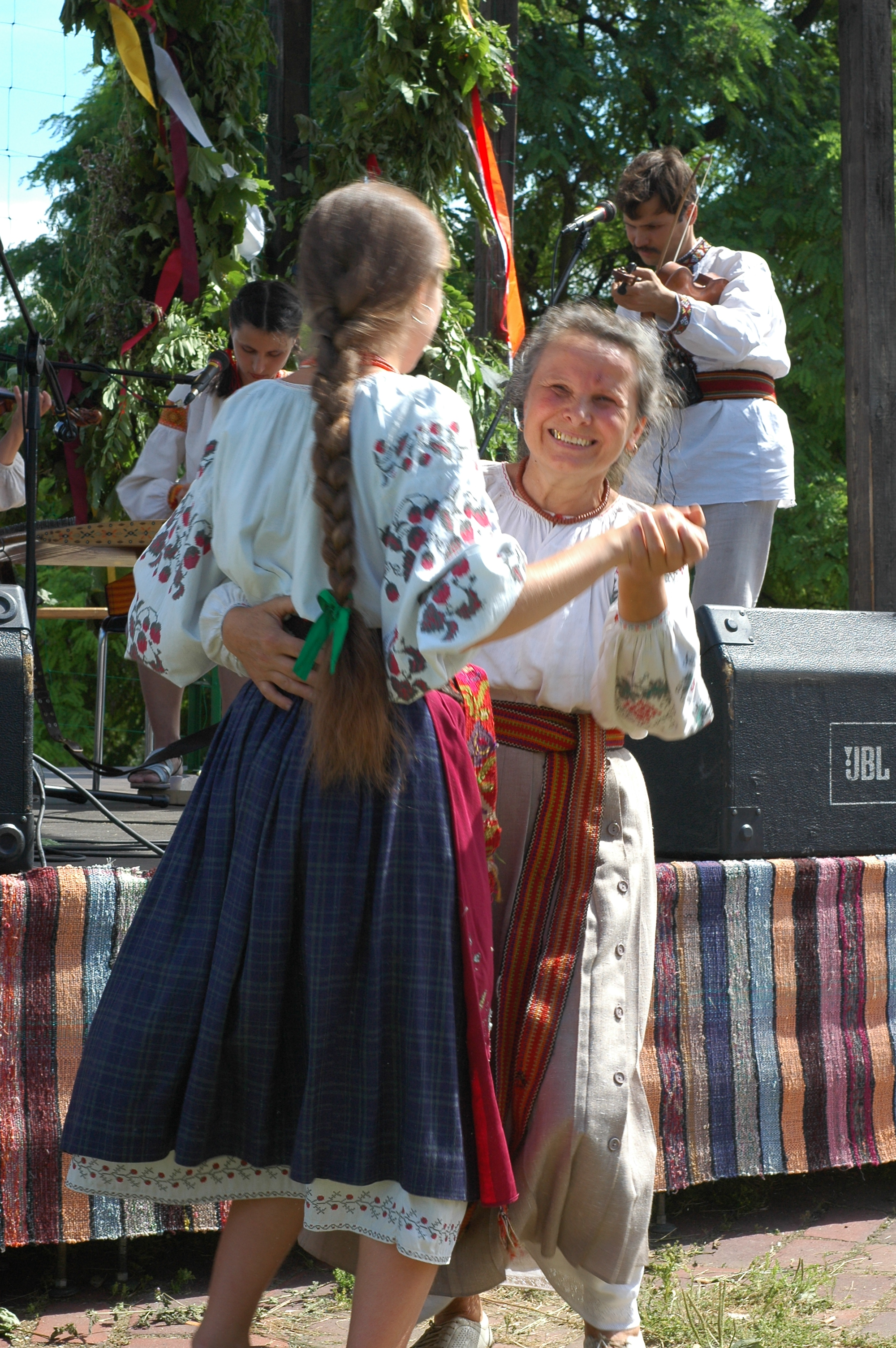
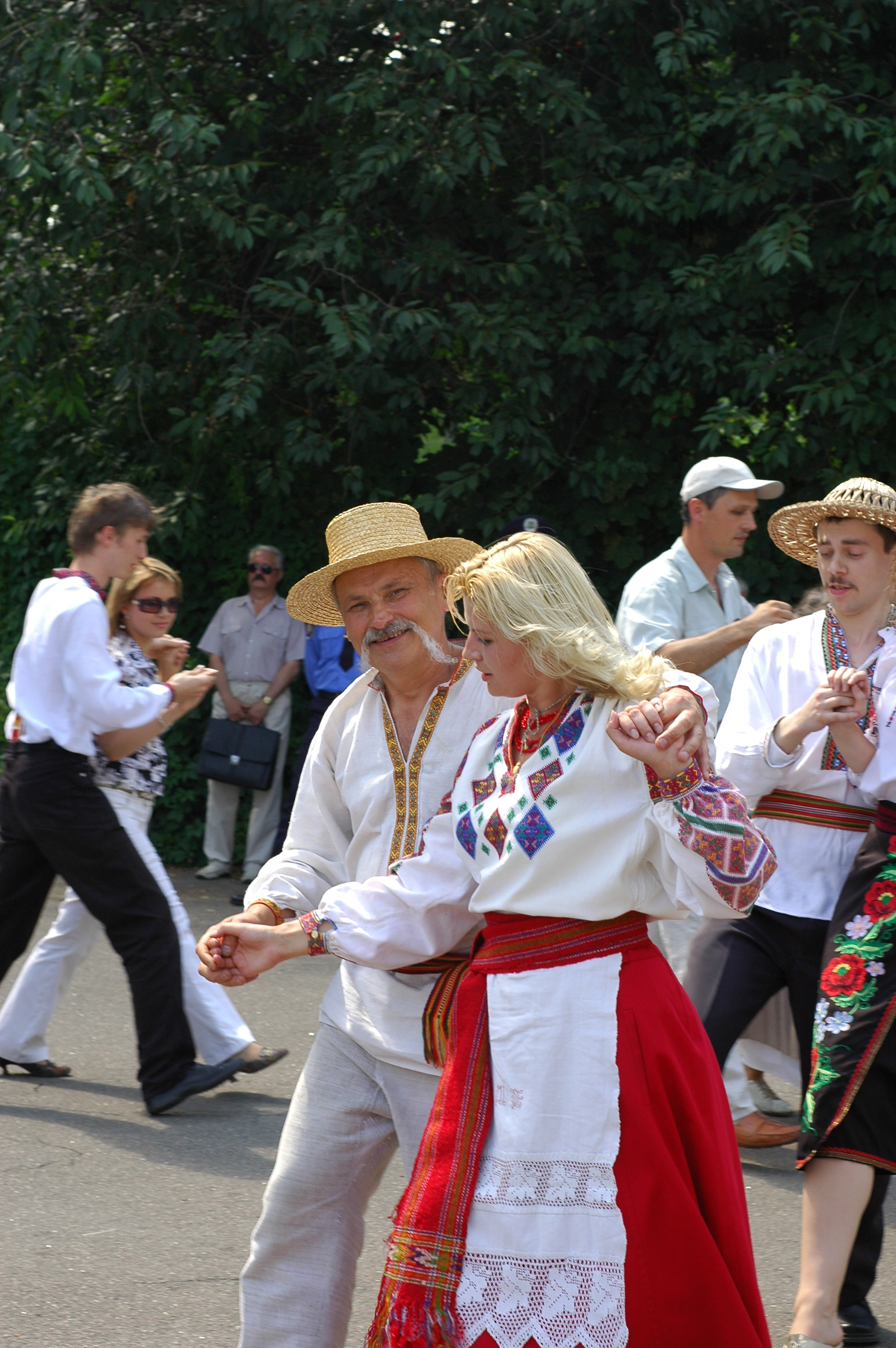
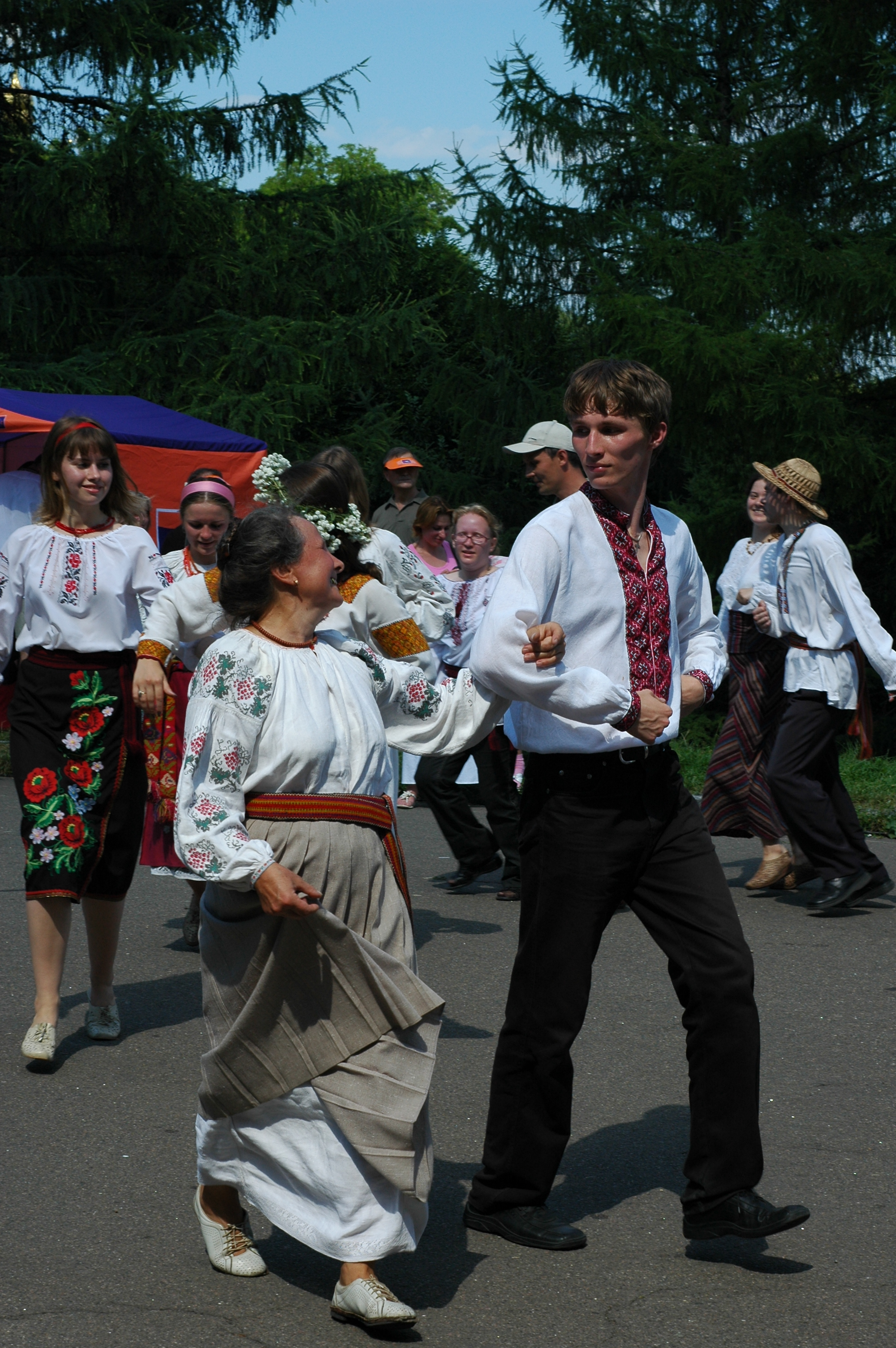
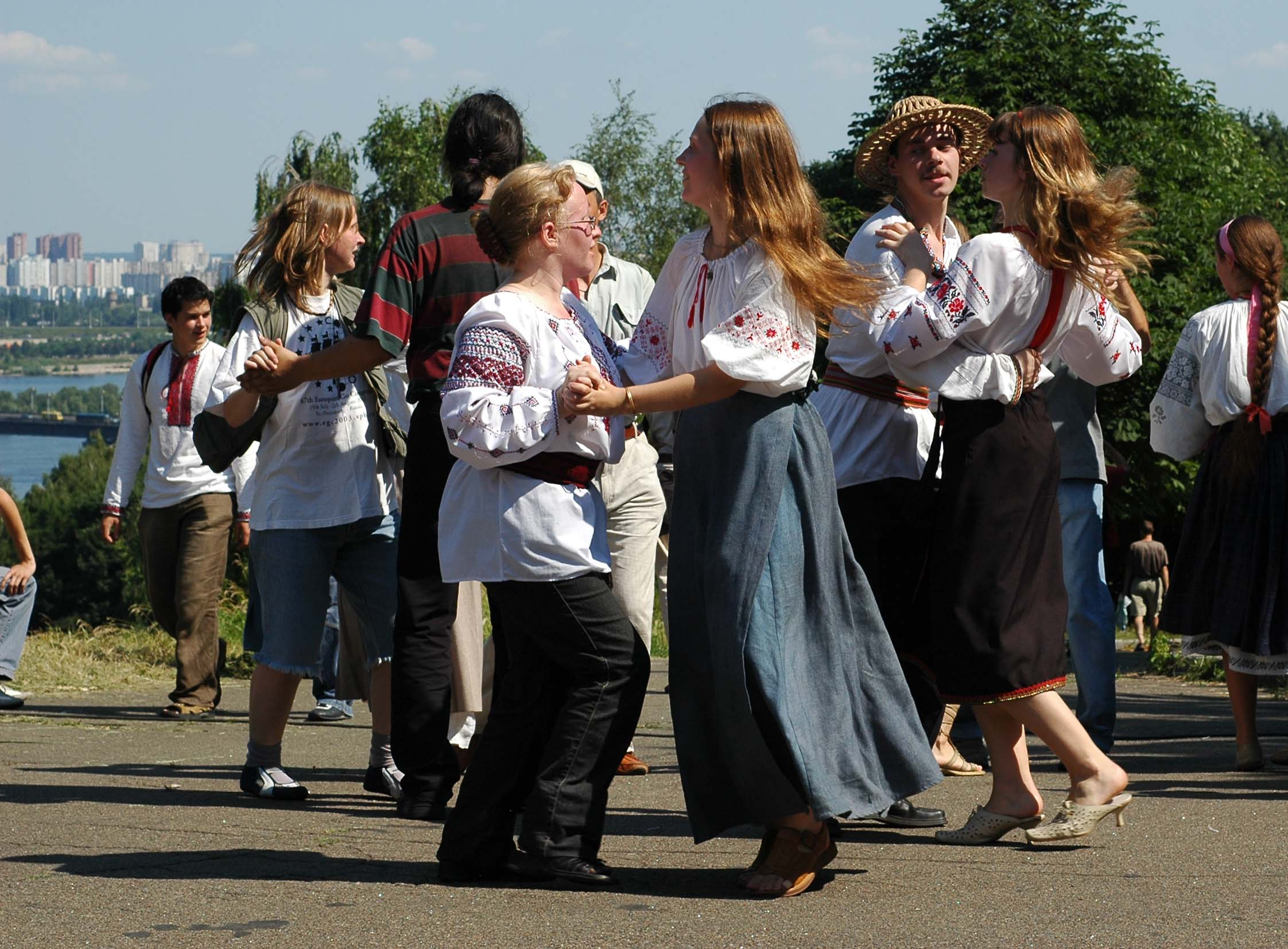
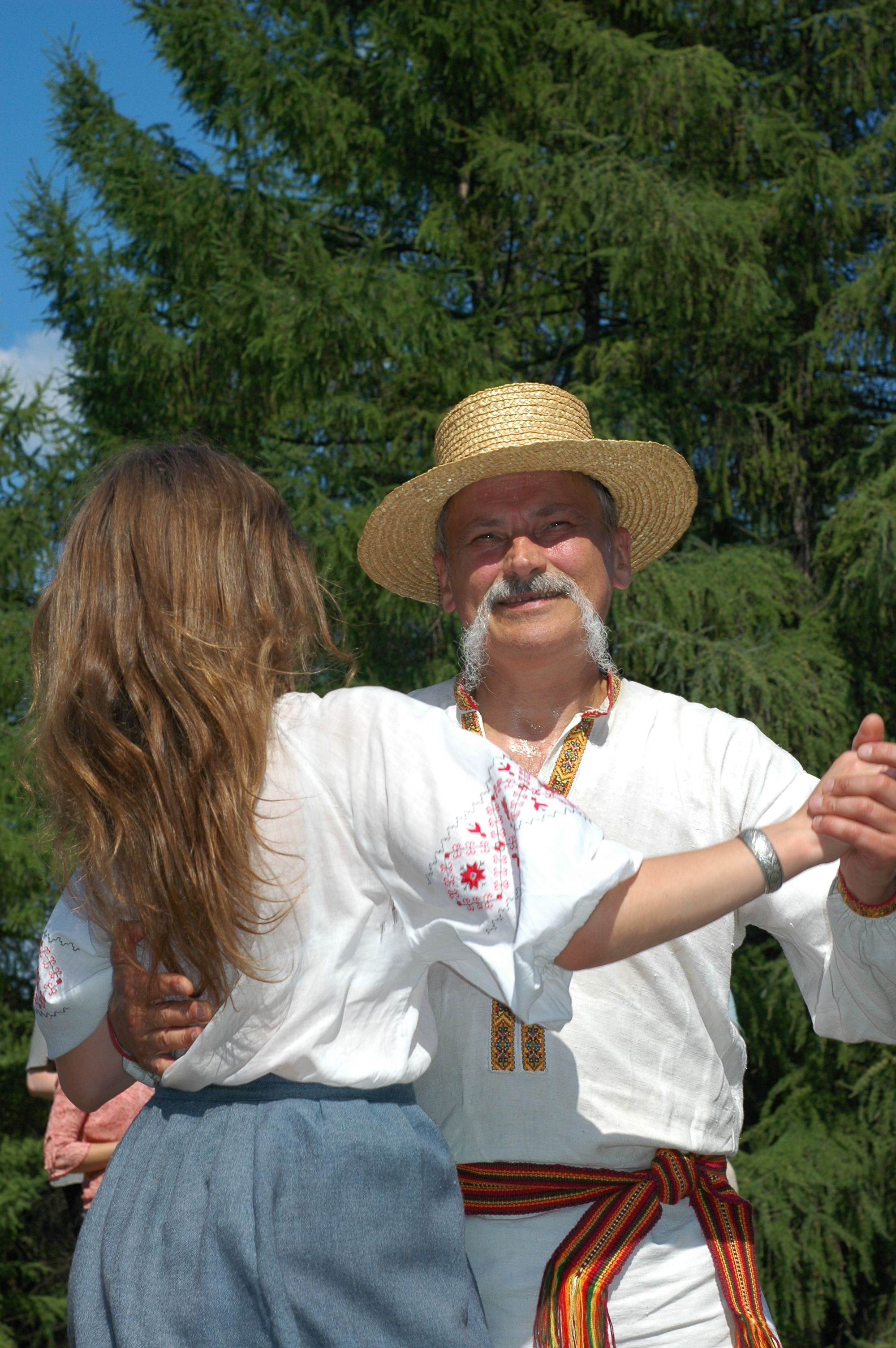